# Incydencja
Incydencja – własność wzajemnych relacji między pewnymi obiektami.

## Przykłady
- Punkt jest incydentny do prostej, gdy "leży na" tej prostej (ściślej: stanowi jeden z punktów tej prostej, należy do tej prostej, która jest specyficznym zbiorem punktów) czy też, innymi słowy, gdy prosta przechodzi przez punkt.
- Krawędź grafu G jest incydentna do wierzchołka u, jeśli ma ona w tym wierzchołku swój koniec lub początek (wychodzi lub wchodzi do tego wierzchołka).